# François Chopart
François Chopart (Parigi, 20 ottobre 1743 – Parigi, 9 giugno 1795) è stato un chirurgo francese.
Studiò medicina all'Hôtel-Dieu di Parigi, all'ospedale Salpêtrière e all'ospedale Bicêtre. Nel 1771 divenne professore di chirurgia all'École pratique di Parigi e nel 1782 succedette a Toussaint Bordenave (1728–1782) alla cattedra di fisiologia. 
Chopart fu un pioniere della chirurgia urologica e scrisse, assieme a Pierre Joseph Desault (1738–1795), il trattato di chirurgia Traité des maladies chirurgicales et des opérations qui leur conviennent. Esistono tre eponimi associati in suo onore all'anatomia e alla chirurgia del piede:
- L'amputazione dello Chopart: l'amputazione della porzione anteriore del piede eseguita all'articolazione mediotarsale.
- L'articolazione dello Chopart o articolazione mediotarsale: la stessa articolazione mediotarsale, che si instaura tra le ossa del tarso posteriore e del tarso anteriore.
- La dislocazione dello Chopart: una dislocazione del piede attraverso l'articolazione talo-navicolare e calcaneo-cuboidea associata a frattura.

François Chopart morì nel 1795 a Parigi durante una epidemia di colera.